# 長崎県道221号以善田平港線
長崎県道221号以善田平港線（ながさきけんどう221ごう いよしたびらこうせん）は、長崎県平戸市を通る一般県道である。

## 概要
平戸市田平町以善免から平戸市田平町小手田免に至る。

### 路線データ
- 起点：平戸市田平町以善免
- 終点：平戸市田平町小手田免（国道204号交点）
- 総延長：6.1 km

## 地理

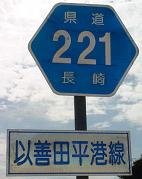
県道標識

### 通過する自治体
- 平戸市

### 交差する道路
| 交差する道路 | 交差する場所   | 交差する場所 |
| ------------ | -------------- | ------------ |
| 国道204号    | 田平町小手田免 | 終点         |

### 沿線
- 長崎県立北松農業高等学校
- 長崎県立佐世保特別支援学校北松分校
- 田平天主堂